# Puerto Pacay
Puerto Pacay ist eine Ortschaft im Departamento Santa Cruz im Tiefland des südamerikanischen Anden-Staates Bolivien.

## Lage im Nahraum
Puerto Pacay ist eine Ortschaft im Landkreis (bolivianisch: Municipio) Cuatro Cañadas in der Provinz Ñuflo de Chávez. Die Gemeinde liegt auf einer Höhe von 260 m inmitten eines sanften Hügellandes am rechten, östlichen Ufer des Río Grande. Nächstgelegene Städte sind Okinawa I (12 km) im Westen und San Julián (36 km) im Norden.

## Geographie
Puerto Pacay liegt im bolivianischen Tiefland in der Region Chiquitania, einer in weiten Regionen noch wenig besiedelten Landschaft zwischen Santa Cruz und der brasilianischen Grenze.
Die mittlere Durchschnittstemperatur der Region liegt bei gut 24 °C (siehe Klimadiagramm Okinawa I), die Monatswerte schwanken zwischen 21 °C im Juni/Juli und etwa 26 °C von Oktober bis März. Der Jahresniederschlag beträgt etwa 1000 mm, die Monatsniederschläge sind ergiebig und liegen zwischen 30 mm im Juli und 175 mm im Januar.

## Verkehrsnetz
Puerto Pacay liegt in einer Entfernung von 110 Straßenkilometern nordöstlich von Santa Cruz, der Hauptstadt des Departamentos.
Von Santa Cruz aus führt die asphaltierte Fernstraße Ruta 4 über 57 Kilometer in nördlicher Richtung über Warnes nach Montero. Hier trifft sie in Guabirá auf die Ruta 10, die in östlicher Richtung über Okinawa I nach weiteren zwölf Kilometern den Río Grande erreicht. Der Fluss muss hier mit Kleinfähren überquert werden und die Straße führt dann vom Anlegeplatz Puerto Pacay aus weiter nach San Ramón, Concepción, Santa Rosa de Roca und San Ignacio de Velasco und weiter entlang der brasilianischen Grenze über San Vicente de la Frontera nach San Matías.
Achtzehn Kilometer östlich von Puerto Pacay, bei der Ortschaft Los Troncos, zweigt die Fernstraße Ruta 9 nach Süden von der Ruta 10 ab, die das gesamte Tiefland in Nord-Süd-Richtung durchquert, von Guayaramerín ganz im Nordosten des Landes über Santa Cruz bis hin nach Yacuiba im Süden an der Grenze zu Argentinien.

## Bevölkerung
Die Einwohnerzahl der Ortschaft bei der letzten Volkszählung von 2001 betrug 341 Einwohner. Neuere Daten liegen noch nicht vor.